# 劉禹謨
劉禹謨（？—？），字平甫，江西吉安府廬陵縣人，民籍，明朝政治人物。

## 生平
江西鄉試第七十四名舉人。隆慶二年（1568年）中式戊辰科會試第二百九十名，三甲第三百零八名進士。歷官承天府知府，萬曆十一年（1583年）六月升四川按察司副使。

## 家族
曾祖劉來哲，教諭；祖父劉離用，知州；父劉寵，縣丞。母謝氏；繼母李氏。